# Патрик Штебер
Патрик Штебер (2. јун 1996) аустријски је пливач чија специјалност су трке мешовитим стилом и делфин стилом на 200 и 400 метара.

## Спортска каријера
Штебер је са такмичењима на међународној сцени почео на Европском првенству у Лондону 2016. где је дебитовао на 23. позицији у квалификацијама трке на 400 мешовито. Већ наредне године по први пут је учестовао и на светском првенству, у Будимпешти 2017, где се такмичио у две дисциплине — на 200 делфин је 25, док је у трци на 400 мешовито заузео 16. место. На светском првенству у Квангџуу 2019. такмичио се у трци на 400 мешовито, али је због неправилног окрета дисквалификован. 